# Капуш, Александр Васильевич
Александр Васильевич Капуш (27 июля 1991, Ужгород, Закарпатская область, Украинская ССР, СССР — 6 февраля 2015, Чернухино, Попаснянский район, Луганская область, Украина) — украинский военный, старший солдат Вооружённых сил Украины, участник войны на востоке Украины. Герой Украины (2017, посмертно).

## Биография
Александр Капуш родился 27 июля 1991 года в Ужгороде (Закарпатская область, Украина) в семье Висилия Ивановича и Людмилы Князивны Капушей, имел младшую сестру. 2006 окончил ужгородскую общеобразовательную школу № 6 им. В. Гренджи-Донского. Любовь к военному делу с детства ему прививал дедушка — Иван Иванович Капуш, который был военным руководителем в его школе.
Поступил на военную службу по контракту. Был старшим механиком-водителем — командир горно-пехотного отделения горно-пехотного взвода горно-пехотной роты 15-го отдельного горно-пехотного батальона 128-й отдельной горно-пехотной бригады.
С мая 2014 года принимал участие в антитеррористической операции на востоке Украины, в частности в боях за Луганский аэропорт.
Погиб 6 февраля 2015-го во время боя в районе поселка городского типа Чернухино, получив осколочное ранение в висок в результате взрыва гранаты. Разведгруппа, возглавляемая Александром, обороняла позиции от превосходящих сил боевиков. В сложный момент боя на группу из стороны противника бросили гранату. Александр прикрыл собой товарища, а сам — погиб на месте.
18 февраля в Ужгороде прошло прощание с 23-летним Александром Капушом. Похоронен на кладбище «Кальвария» на Холме Славы.
13 октября 2017 года, накануне Дня защитника Украины, Президент Украины Пётр Порошенко передал родителям Александра орден «Золотая Звезда» Героя Украины.

## Награды
- Звание Герой Украины с вручением ордена «Золотая Звезда» (12 октября 2017, посмертно) — «за исключительное мужество и героизм, проявленные в защите государственного суверенитета и территориальной целостности Украины, верность военной присяге»[5].
- Нагрудный знак «За оборону Луганского аэропорта» (посмертно).
- Нагрудный знак «Дебальцево-2015» (февраль 2017, посмертно)[6].
- Почётный гражданин Ужгорода (сентябрь 2015, посмертно)[7].

## Память
- В марте 2016 года по распоряжению председателя Закарпатской областной государственной администрации улица Мондока в Ужгороде была переименована в улицу Александра Капуша[8].
- В мае 2016 года на здании ужгородской школы № 6 открыли три мемориальные доски погибшим выпускникам школы — Александру Капушу, Виталию Постолаки и Сергею Мартину[1].
- 28 июня 2016 года в Ужгороде на площади имени Виталия Постолаки была установлена мемориальная гранитная плита с фамилиями 18 погибших во время АТО украинских военных, среди которых был и Александр Капуш[9].